# Oulad Sidi Ben Daoud
Oulad Sidi Ben Daoud (en arabe :  أولاد سيدي بن داود ) est une ville du Maroc. Elle est située dans la région de Casablanca-Settat.